# Civilian Conservation Corps Powder Magazine
 (mars 2020).
Le Civilian Conservation Corps Powder Magazine est une poudrière américaine située dans le comté de Wayne, dans l'Utah. Protégée au sein du parc national de Capitol Reef, elle est inscrite au Registre national des lieux historiques depuis le 13 septembre 1999.